# Maya Stojan
Maya Stojan (* 28. Juni 1986 in Genf) ist eine Schweizer Schauspielerin mit Wohnsitz in den USA.

## Biografie
Maya Stojan wurde in Genf geboren, wo sie auch aufgewachsen ist und die Internationale Schule von Genf besucht hat. Ihre Mutter stammt aus Sri Lanka und ihr Vater aus Tschechien. Sie beherrscht Englisch und Französisch auf muttersprachlichem Niveau, spielt Golf und betreibt Yoga und Meditation. 2008 erhielt sie den Bachelor of Fine Arts in Schauspiel an der Hartt School of Theatre and Music in Hartford, Connecticut und zog nach Los Angeles, wo sie erste Rollen in Kurzfilmen und Fernsehproduktionen erhielt. Stojans weitere Ausbildung erfolgte in Los Angeles bei Donovan Scott (2009), Carolyne Barry's Workshops for Actors (2009) und beim Ivana Chubbuck Studio (Master Class 2011).
Ihren ersten Auftritt als Schauspielerin hatte Maya Stojan 2009 in den zwei Kurzfilmen Chasing Forever und I Kill To Live. Im darauf folgenden Jahr debütierte sie im Thriller Sinners and Saints im Kino und hatte im gleichen Jahr einen Gastauftritt in der Fernsehserie Entourage, gefolgt von Criminal Minds und einer wiederkehrenden Rolle in Marvel’s Agents of S.H.I.E.L.D. Von 2013 bis 2015 gehörte Maya Stojan zur Besetzung der amerikanischen Fernsehserie Castle und wurde mit der Rolle der Tory Ellis in 26 Episoden auch einem deutschsprachigen Publikum bekannt.

## Filmografie
- 2009: Chasing Forever (Kurzfilm)
- 2009: I Kill to Live (Kurzfilm)
- 2010: Entourage (Fernsehserie, 1 Episode)
- 2010: Sinners and Saints
- 2010: The Prometheus Project
- 2011: Irish Eyes
- 2011: The Faithful
- 2012: Criminal Minds (Fernsehserie, 1 Episode)
- 2012: Bad Weather Films (Fernsehserie, 1 Episode)
- 2012: I Cut I
- 2012: Plan B
- 2013: Anatomy of Violence (Fernsehfilm)
- 2013: How to Live with Your Parents (Fernsehserie, 1 Episode)
- 2013: The Contractor
- 2013–2015: Castle (Fernsehserie, 26 Episoden)
- 2014: Elwood
- 2014: High School Possession (Fernsehfilm)
- 2014: That Guy: Pilot (Fernsehfilm)
- 2014–2015: Marvel’s Agents of S.H.I.E.L.D. (Fernsehserie, 8 Episoden)
- 2015: I'm Patrick, and You're Insane
- 2015: The Dahlia Knights
- 2016: Navy CIS (Fernsehserie, 1 Episode)
- 2016: Diagnosis Delicious (Fernsehfilm)
- 2017: Newness
- 2017: Madtown (Fernsehfilm)
- 2019: Babysplitters
- 2019: Flashout
- 2019: 3 Day Weekend
- 2019: Olden Times (Fernsehfilm)
- 2020: Case 347
- 2020: Fatal Affair
- 2020: Hollywood Fringe
- 2020: Reboot Camp
- 2021: Senior Moment
- 2021: Atlanta Medical (The Resident, Fernsehserie, 1 Episode)
- 2021: American Sicario
- 2022: Magnum P.I. (Fernsehserie, 1 Episode)
- 2023: Navy CIS: Hawai'i (Fernsehserie, 1 Episode)
- 2023: Navy CIS: L.A. (Fernsehserie, 1 Episode)